# Ziemiórkowate

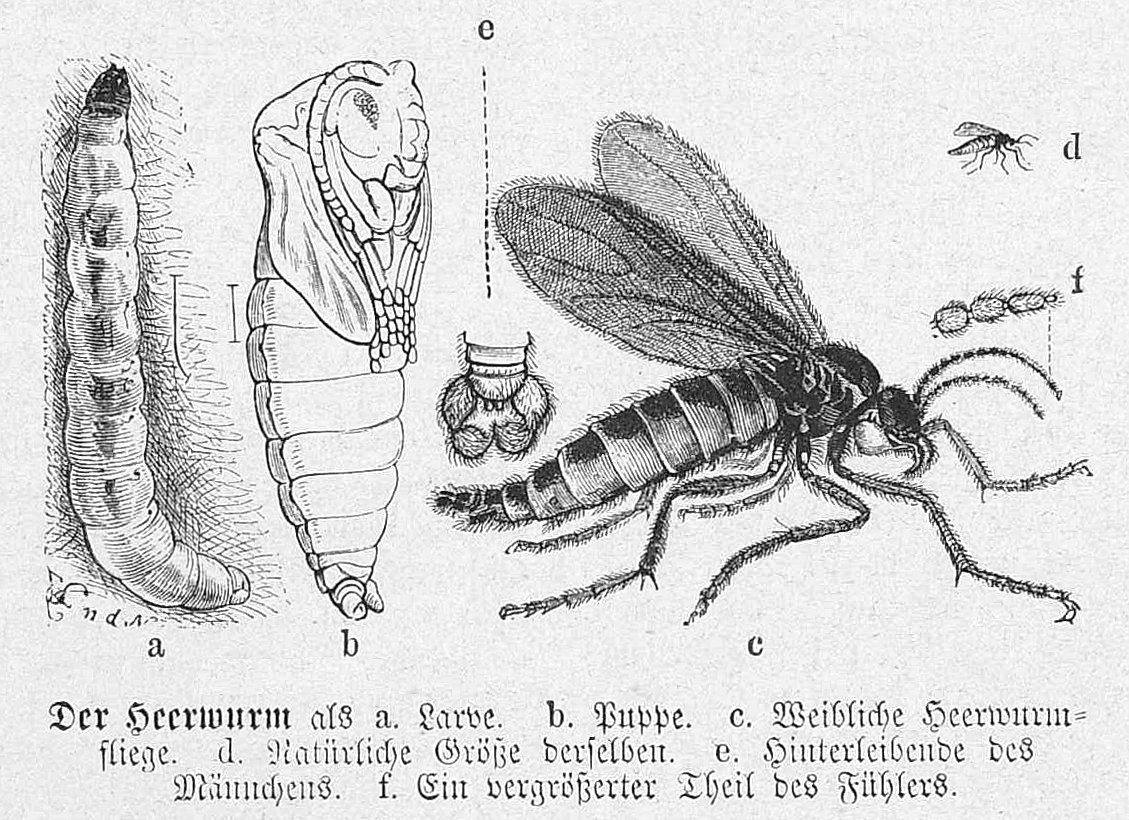
Wygląd ziemiórkowatych: a: larwa, b: poczwarka, c: imago, e: zakończenie tylnego odnóża samca, f: wierzchołek czułka

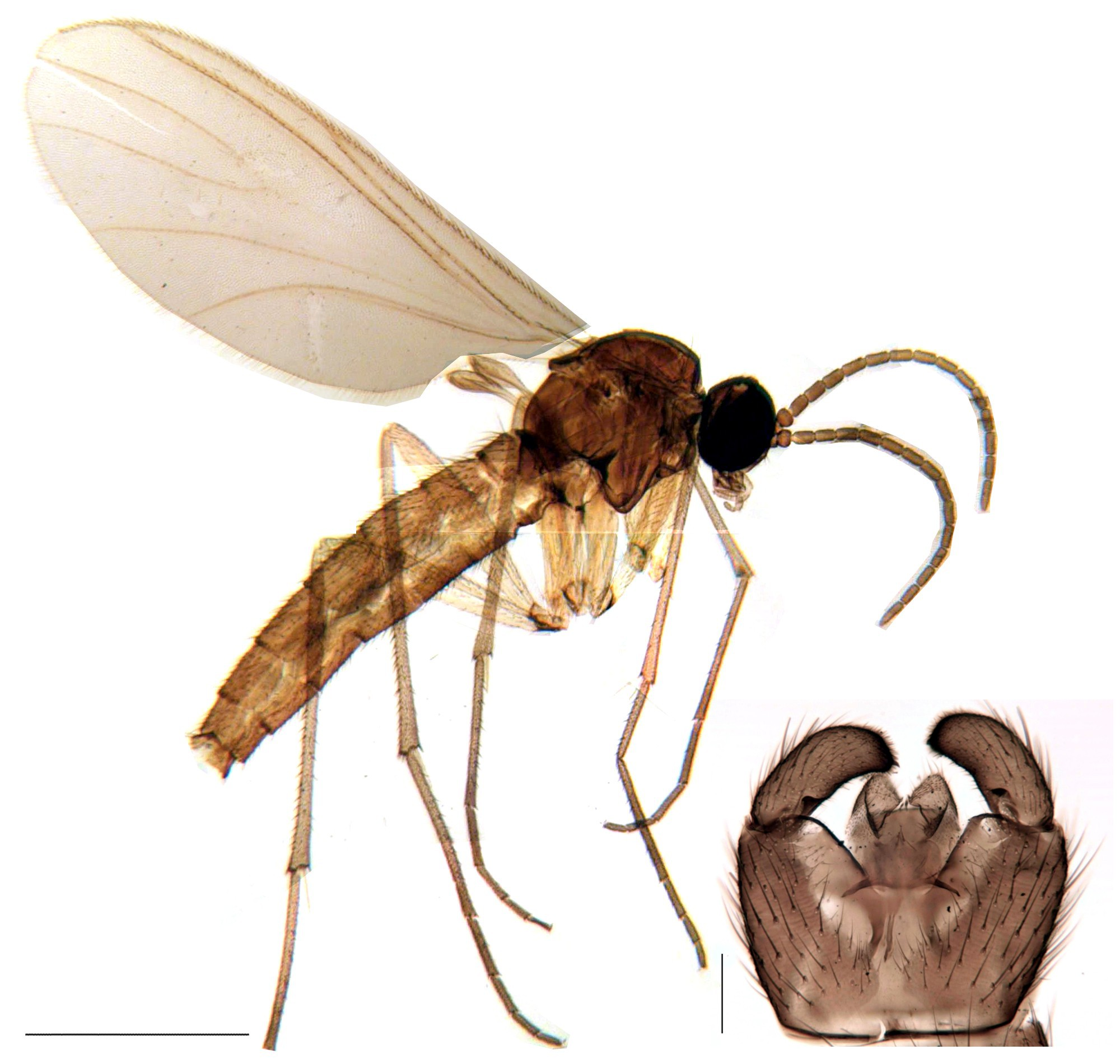
Leptosciarella subspinulosa

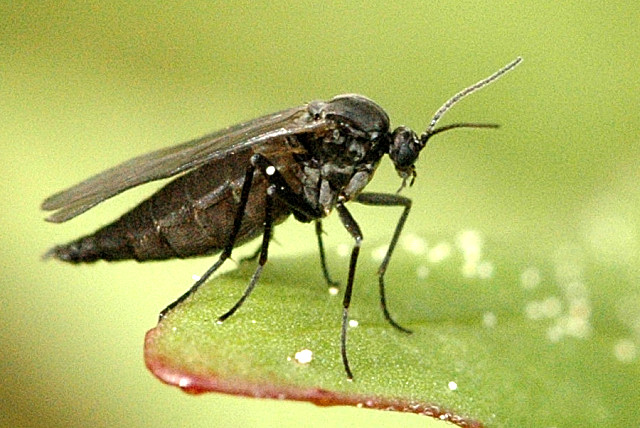
Bradysia praecox

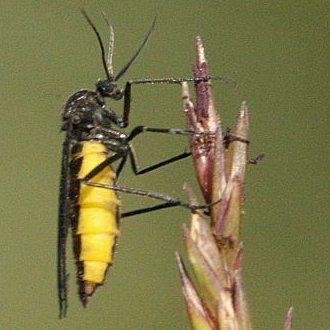
Sciara analis

Ziemiórkowate (Sciaridae syn. Lycoriidae) – rodzina muchówek licząca na świecie około 2000 gatunków.

## Wygląd i biologia
Dorosłe ziemiórkowate mają smukłe ciała z cienkimi i długimi odnóżami. Zwykle są uskrzydlone, ale np. u rodzaju Epidapus bezskrzydłe. Mają długie, nitkowate, złożone z 8 do 16 członów czułki. Narządy wzroku stanowią 3 przyoczka i para asymetrycznych oczu złożonych, które zakrzywiają się by zetknąć się, lub prawie się zetknąć ponad nasadami czułków. Głowa wyposażona jest także w trójczłonowe głaszczki szczękowe i pozbawiona wibrys. Użyłkowanie skrzydeł z żyłką kostalną nieciągnącą się przez całą krawędź skrzydła, żyłką subkostalną ślepo zakończoną, żyłkach medialnej i kubitalnej niepołączonych poprzecznymi i 3–6 żyłkami sięgającymi brzegu.
Jaja składają w gnijących szczątkach roślin, w próchniejącym drewnie, na grzybach, jak również w pobliżu żywych roślin. Beznogie larwy osiągają około 7 mm długości wylęgają się po 4-12 dniach. Mają białe, ale przezroczyste ciało o szklistym połysku, z ciemną puszką głowową. Są saprofagiczne lub mykofagiczne. Larwy ziemiórki pleniówki mogą tworzyć pleń.

## Taksonomia
W obrębie podrzędu Bibionomorpha zalicza się ziemiórkowate do grupy Mycetophiliformia i nadrodziny Sciaroidea. W jednej z klasyfikacji nadrodzina ta obejmuje 15 rodzin. W 2007 Dalton de Souza Amorim i Eirik Rindal opublikowali wyniki analizy filogenetycznej Mycetophiliformia, na podstawie której ich systematyka została zmodyfikowana. Po tej zmianie Sciaroidea jest taksonem monotypowym, zawierającym tylko ziemiórkowate.
Do rodziny tej zalicza się ponad 80 opisanych rodzajów:
- Acuatella
- Aerumnosa
- Afrosciara
- Allopnyxia
- Amesicrium
- Angustosciara
- Apelmocreagris
- Archicratyna
- Austrosciara
- Brachisia
- Bradysia
- Bradysiopsis
- Camptochaeta
- Cesathrix
- Chaetosciara
- Claustropyga
- Corynoptera
- Cottia
- Cratyna
- Ctenosciara
- Dichopygina
- Dodecasciara
- Dolichosciara
- Epidapus
- Eugnoriste
- Euricrium
- Eurobradysia
- Eurysciara
- Faratsiho
- Gephyromma
- Hermapterosciara
- Hybosciara
- Hyperlasion
- Keilbachia
- Leptosciarella
- Leucosciara
- Lobosciara
- Lycoriella
- Manusciaria
- Manzumbadoa
- Merianina
- Metangela
- Moehnia
- Mohrigia
- Nahua
- Neophnyxia
- Neozygoneura
- Odontosciara
- Ostroverkhovana
- Parapnyxia
- Pelliciplanta
- Peniosciara
- Phytosciara
- Pnyxia
- Pnyxiopalpus
- Pnyxiopsis
- Pseudoaerumnosa
- Pseudolycoriella
- Pseudosciara
- Pseudozygomma
- Pseudozygoneura
- Psilomegalosphys
- Qisciara
- Rhynchomegalosphys
- Rhynchosciara
- Scatopsciara
- Schwenckfeldina
- Sciara
- Sciarotricha
- Scythropochroa
- Taiwan
- Tergosciara
- Tipula
- Trichodapus
- Trichomegalosphys
- Trichosciara
- Trichosia
- Trichosillana
- Vulgarisciara
- Xenosciara
- Xylosciara
- Zygoneura